# Jay Wright
Jerold Taylor Wright jr., (nacido el 24 de diciembre de 1961 en Churchville, Pensilvania) es un entrenador de baloncesto estadounidense que ejerce en la NCAA.

## Trayectoria
- Universidad de Rochester (1984-1986), (Asist.)
- Universidad de Drexel (1986-1987), (Asist.)
- Universidad de Villanova (1987-1992), (Asist.)
- Universidad de Nevada Las Vegas (1992-1994), (Asist.)
- Universidad de Hofstra (1994-2001)
- Universidad de Villanova (2001-)
- Estados Unidos (2005-2007)